# Stichting Huygens-Fokker
Stichting Huygens-Fokker, vernoemd naar Christiaan Huygens en Adriaan Fokker is een Nederlands centrum voor microtonale muziek.
Zowel Huygens als Fokker speelden een belangrijke rol in de ontwikkeling naar een alternatief toonsysteem met reinere klanken van de hedendaags gebruikelijke 12 tonige gelijkzwevende stemming. Huygens berekende het 31-toonsysteem en Fokker bouwde gebaseerd op dit systeem een 31-toonsorgel in de jaren 70 van de vorige eeuw.
Stichting Huygens-Fokker stelt zichzelf tot doel om kennis te verspreiden over alle alternatieve toonsystemen en de popularisatie van microtonale muziek in de breedste zin van het woord. De stichting is gehuisvest in Muziekgebouw aan 't IJ. Hun website bevat een grote collectie Engelse en Nederlandse teksten die uitleg geven over de theorie die betrekking heeft op dit onderwerp.
De organisatie onderhoudt wereldwijd contacten met verwante organisaties en onderzoekscentra zoals Tonalsoft, Kyle Gann, het Harry Partch Instituut en de Logos Foundation in Gent. Tevens werkt ze nauw samen met een aantal conservatoria en universiteiten waar musicologie gegeven wordt.
In 2009 werd het 31-toons Fokker-orgel verhuisd van Haarlem naar de BAM-Zaal in Muziektheater aan 't IJ, volledig gereviseerd en van MIDI-aansluitingen voorzien. Dit instrument is vrij te bezichtigen en er worden regelmatig muziekstukken, speciaal geschreven voor dit instrument uitgevoerd in het Muziekgebouw.
Huidig directeur is Sander Germanus.